# クリック (プロレス)
クリック（The KliqまたはClique）とは、1990年代半ばのWWFのバックステージでのプロレスラーたちのグループの名称。このグループは、ブッキング上で（試合の日程や勝ち負けの決定など）大きな力を持ち、グループ以外の人間に公正ではなかったと一部では言われている。
グループのメンバーは、ショーン・マイケルズ、ケビン・ナッシュ、スコット・ホール、ショーン・ウォルトマン、そしてポール・レヴェックであった。1996年5月19日、マディソン・スクエア・ガーデンでのハウスショーで起こった「カーテンコール」と呼ばれる、リング上のキャラクター破りの事件で知られている。この事件は、次に続くWWFのストーリーラインの展開に大きな影響を与えた。
また、クリックはWWFのD-ジェネレーションX、WCWのnWoという、プロレス史に残る2大ヒールユニットのきっかけにもなった。

## WWFでの結成まで
クリックとは、実生活での友人であったショーン・マイケルズ、ケビン・ナッシュ（ディーゼル）、スコット・ホール（レイザー・ラモン）、ショーン・ウォルトマン（1-2-3キッド、またはX-パック）、ポール・レヴェック（ハンター・ハースト・ヘルムスリー、のちにトリプルH）の5人で構成された。1995年までには、彼らはWWF内部でブッキング上大きな力を持つようになっていた。ジャスティン・クレディブルもまた彼らの親友で、時々メンバーの一員に加えられた。マイケルズによると "クリック" という名前はもともとレックス・ルガーが付けたもので、バックステージでの5人の仲間の親密さから付けられた（Cliqueで徒党という意味）。ビンス・ルッソーの提案で、マイケルズは彼のファンを「クリック（Kliq）」と呼び始めたが、彼はこのアイデアを嫌い、ファンの間ではそれほど流行らなかったという。
1995年10月、 クリックは、PPVシリーズ『イン・ユア・ハウス4』におけるWWFインターコンチネンタル王座戦で、シェーン・ダグラス（ディーン・ダグラス）をマイケルズに勝たせる決定に不満を持った。しかし彼らは最終的に、マイケルズが本当に負けたと見えないように、負傷による王座返上でダグラスにタイトルを明け渡すことに決定した。ダグラスは不戦勝で新IC王者となったが、同日にクリックのメンバーであるスコット・ホール（レイザー・ラモン）に破れて王座から陥落。ダグラスはこの出来事で激怒し、会社を訴えると脅してライバル団体のECWへと移籍した。
すぐ後に、ジャン＝ピエール・ラフィットを巻き込んだ別の事件がモントリオールの興行で起こった。ラフィットはモントリオールが地元であったために、当時のWWF世界王者ケビン・ナッシュとの対戦で勝つブックを与えられた。しかし試合の直前になって、ラフィットはバックステージで、ナッシュを負けさせてはいけないというマイケルズの議論に取り込まれた。両者の試合は両者リングアウトで終わった。ラフィットはその後すぐWWFを離れた。噂とは正反対に、ビンス・マクマホンはラフィットを解雇しなかった、とマイケルズは主張している。

## カーテンコール
クリックについて語られることで最も多いのが "カーテンコール事件" である。1996年5月19日、MSGでの興行で、ウォルトマンを除くクリックのメンバー全員が関わった。この事件当時、ホールとナッシュはWWFを離れてライバル団体のWCWに移籍することが決まっていた。この日のメインイベントで、ベビーフェイスのマイケルズは、ヒールのナッシュ（ディーゼル）とのケージマッチを戦った。試合が終わるとすぐに、リングに上がったホールはマイケルズを抱擁した。ここまでは、両者ともにベビーフェイスであったため問題がなかった。しかしその後、マイケルズはリング上に横たわっていたナッシュにキスし、アンダーカードでヒールとして試合をしたレヴェックもリングにやってきてマイケルズやホールとハグを交わした。最終的には敗れてマットに倒れていたナッシュも加わり、4人で観客に向けて "カーテンコール" を行った。
彼らのカーテンコールの行動は、当時、ベビーフェイスとヒールの関係は現実のもので彼らはリングの外においても友人ではないという幻想を維持したいと考えていたWWF首脳陣を憤慨させた。さらにWWF経営陣は、この興行をカメラで撮影していたファンがいたことを予期していなかった。この撮影テープは、翌年の1997年10月6日のロウ・イズ・ウォーで、マイケルズとヘルムスリーが、ビンス・マクマホンを怒らせる意図でストーリーライン上で使用された。マイケルズは当時WWF王者で、団体のトップスターの1人であったために罰せられなかった。ホールとナッシュはすぐにWCWに去ったため、残ったレヴェック1人だけに罰が下され、メインイベントのタイトルマッチを外されて前座の試合でジョバー役を回されるようになった。しかし彼は、この5ヶ月後にはWWF・IC王座を手に入れる。
彼がアンダーカードに回されたことは、WWFの将来に大きなインパクトを持つものに変わった。レヴェックは当初1996年夏のKORトーナメントの決勝戦にブックされていたが、この事件を受けて彼のポジションはスティーブ・オースチンに代わった。最終的にこのタイトルをオースチンが勝ち取り、この時に生まれた "Austin 3:16" というフレーズとともにオースチンの快進撃が始まり、最終的にWCWとのマンデー・ナイト・ウォーズでの勝利に与することとなった。

## nWoとD-ジェネレーションX

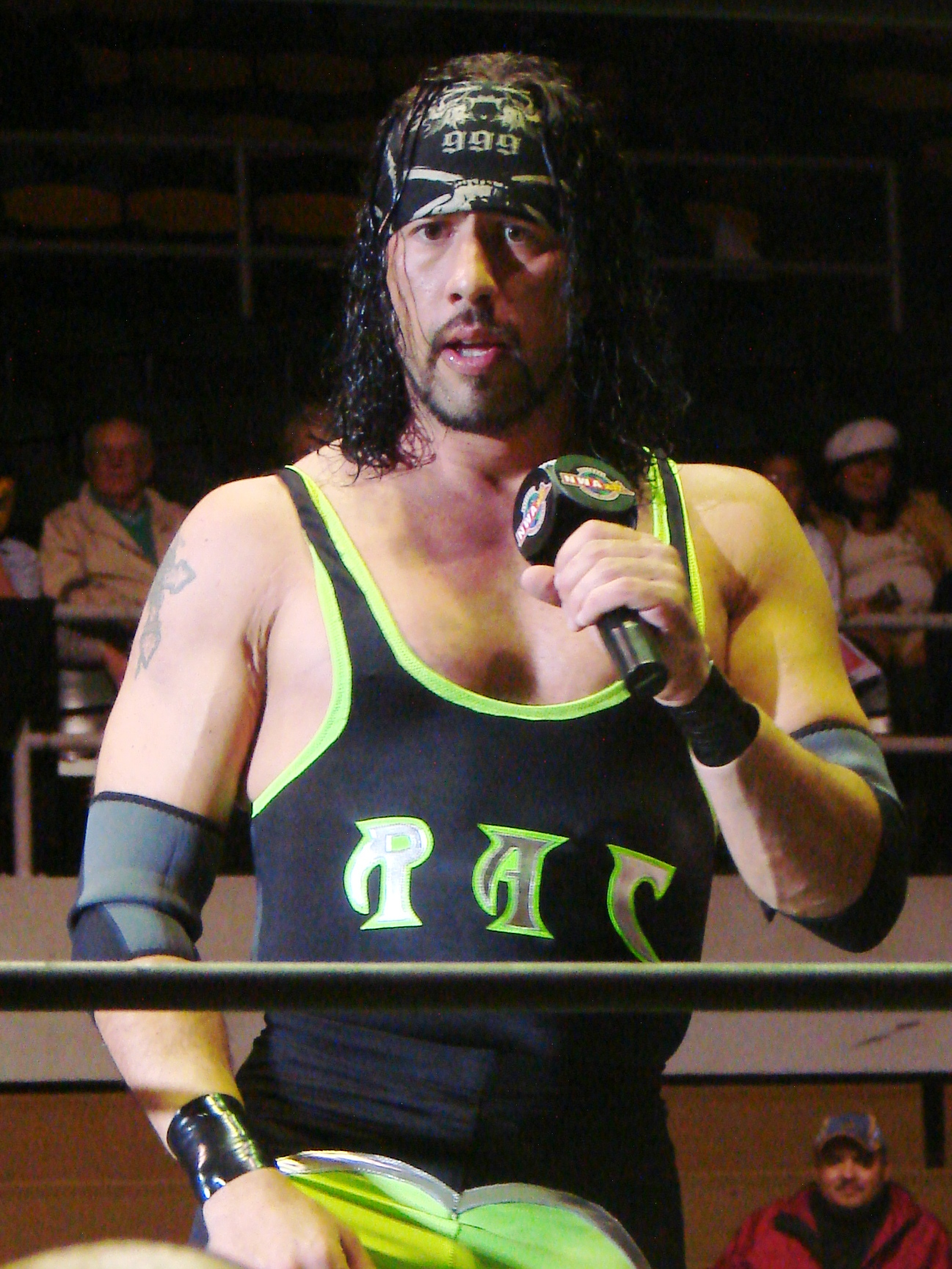
ショーン・ウォルトマンはnWoとD-ジェネレーションXの両方に属した

ホールとナッシュがWCWに移籍した後、2人はハルク・ホーガンとともにnWoを結成。遅れてウォルトマンもWCWに移籍し、やはりnWoに加入した。多くのファンはケビン・ナッシュがWCWでもブッキングで勢力を持ち、自分の価値を上げようとしているのではないかと疑惑を持った。その疑惑は、連勝中のゴールドバーグに勝利してWCW王座を奪ったこと、そして「フィンガーポーク・オブ・ドゥーム」の事件でさらに深まる。しかしナッシュ自身は、WCWにおいてこれらの事件に関わるほどブッキングの力は当時持っていなかったと主張している。
一方、レヴェックとマイケルズは、チャイナ、リック・ルードと共にWWFでD-ジェネレーションXを結成。後の1998年にショーン・ウォルトマンはWWFに復帰し、X-パックと名乗ってDXに加入した。
nWoの手のサイン "ウルフヘッド" は、もともとWWFのクリックのメンバー内で使われていたものを、ホールとナッシュがnWoに取り入れた。

## 現在
結成から20年近く経過しているが、現在も彼らの親友の関係は続いており、2011年マイケルズのWWE殿堂入り式典には療養中のホールを除くメンバーが集結。そのホールもWWEがリハビリのサポートを行なっており、体調も徐々に回復すると2014年にはWWE殿堂入りを果たした(式典では久々にメンバー全員が集結)。また、ウォルトマンはWWEタレント総括に就任したレヴェックの命を受けて各地のインディー団体に転戦しながら人材の発掘･推薦を行なっている。